# Porchetta (apellido)
Porchetta es un apellido que se encuentra tanto en Italia como en Norteamérica. Particularmente en Italia, la familia Porchetta más grande y numerosa procede de la provincia meridional de Campobasso. Con el paso del tiempo, la inmigración llevó el apellido Porchetta a Norteamérica, especialmente a inicios y mediados del siglo XX. Personas con este apellido predominantemente se asentaron en la costa este de Norteamérica, particularmente en Montreal y otras zonas de Canadá, así como en el área de Nueva York y Nueva Jersey en Estados Unidos. El nombre de familia Porchetta también se ha dispersado por otras zonas de Norteamérica, incluyendo el llamado far west, con familias asentadas por ejemplo en Vancouver y otras zonas de la provincia canadiense de Columbia Británica, así como en la provincia de Arizona en Estados Unidos.